# Dzieci Czerwca 1956
Dzieci Czerwca 1956 (właściwie: Dzieci Czerwca 56) – niewielkie dzieło rzeźbiarskie, zlokalizowane w Poznaniu przy ul. Młyńskiej 3, w bramie starej kamienicy.
Grupa rzeźbiarska przedstawia dwóch chłopców, w częściowym umundurowaniu, z karabinem, w hełmach i z biało-czerwoną opaską. Nawiązuje do warszawskiego Pomnika Małego Powstańca. Obiekt upamiętnia wielu młodych ludzi i dzieci, które uczestniczyły w walkach Powstania Poznańskiego (najbardziej rozpoznawalną postacią z tego grona jest zamordowany Romek Strzałkowski).
Pomnik wykonany jest z brązu i umieszczony w specjalnie przygotowanej niszy w murze budynku. Wcześniej był ulokowany przy bramie Aresztu Śledczego (jedno z miejsc szturmu w 1956). Naprzeciw aresztu znajdował się natomiast do 2011 Pomnik Ofiar Więzienia przy ul. Młyńskiej.